# Koppenbergcross 2015
De 26e editie van de Koppenbergcross werd gehouden op zondag 1 november 2015 in Melden. De wedstrijd maakte deel uit van de Bpost bank trofee 2015-2016. De Belg Wout van Aert won ook deze tweede cross van het klassement en bleef daarmee leider.

## Programma
| Tijd  | Categorie            | Duur       |
| ----- | -------------------- | ---------- |
| 08:45 | Jeugdinitiatie       |            |
| 10:00 | Jongens nieuwelingen | 30 minuten |
| 11:00 | Jongens junioren     | 40 minuten |
| 12:00 | Mannen beloften      | 50 minuten |
| 13:45 | Vrouwen elite        | 40 minuten |
| 15:00 | Mannen elite         | 60 minuten |

## Mannen elite

### Uitslag
| Plaats  | Naam                   | Ploeg                         | Tijd     |
| ------- | ---------------------- | ----------------------------- | -------- |
| Winnaar | Wout van Aert          | Vastgoedservice-Golden Palace | 1u00'35" |
| 2       | Kevin Pauwels          | Sunweb-Napoleon Games         | + 31"    |
| 3       | Lars van der Haar      | Giant-Alpecin                 | + 37"    |
| 4       | Tom Meeusen            | Telenet-Fidea                 | + 1'26"  |
| 5       | Thijs van Amerongen    | Telenet-Fidea                 | + 1'30"  |
| 6       | Diether Sweeck         | ERA Real Estate-Murprotec     | + 1'42"  |
| 7       | Michael Vanthourenhout | Sunweb-Napoleon Games         | + 1'44"  |
| 8       | Julien Taramarcaz      | ERA Real Estate-Murprotec     | + 1'46"  |
| 9       | Corné van Kessel       | Telenet-Fidea                 | + 1'50"  |
| 10      | Gianni Vermeersch      | Sunweb-Napoleon Games         | + 1'56"  |
| 11      | 0                      |                               |          |
| 12      | 0                      |                               |          |
| 13      | 0                      |                               |          |
| 14      | 0                      |                               |          |
| 15      | 0                      |                               |          |

| Pos. | Punten |
| ---- | ------ |
| 1    | 80     |
| 2    | 60     |
| 3    | 40     |
| 4    | 30     |
| 5    | 25     |
| 6    | 20     |
| 7    | 17     |
| 8    | 15     |
| 9    | 12     |
| 10   | 10     |
| 11   | 8      |
| 12   | 5      |
| 13   | 4      |
| 14   | 2      |
| 15   | 1      |

### Stand bpost bank trofee
Na 2 wedstrijden (GP Mario de Clercq en Koppenbergcross) was dit de stand in het klassement:
| Plaats | Naam                   | Ploeg                         | Tijd     |
| ------ | ---------------------- | ----------------------------- | -------- |
| 1      | Wout van Aert          | Vastgoedservice-Golden Palace | 1u58'51" |
| 2      | Kevin Pauwels          | Sunweb-Napoleon Games         | + 55"    |
| 3      | Lars van der Haar      | Giant-Alpecin                 | + 1'00"  |
| 4      | Thijs van Amerongen    | Telenet-Fidea                 | + 3'12"  |
| 5      | Tom Meeusen            | Telenet-Fidea                 | + 3'21"  |
| 6      | Gianni Vermeersch      | Sunweb-Napoleon Games         | + 3'43"  |
| 7      | Tim Merlier            | Vastgoedservice-Golden Palace | + 3'48"  |
| 8      | Michael Vanthourenhout | Sunweb-Napoleon Games         | + 3'53"  |
| 9      | Julien Taramarcaz      | ERA Real Estate-Murprotec     | + 3'55"  |
| 10     | Toon Aerts             | Telenet-Fidea                 | + 4'43"  |

1988 ·  
1989 ·  
1990 ·  
1991 ·  
1992 · 
1993 · 
1994 · 
1995 ·
1996 · 
1997 · 
1998 · 
1999 (januari) · 
1999 (november) · 
2000 · 
2001 · 
2002 · 
2003 · 
2004 · 
2005 · 
2006 · 
2007 · 
2008 · 
2009 · 
2010 · 
2011 · 
2012 · 
2013 ·  
2014 ·  
2015 · 
2016 · 
2017 · 
2018 · 
2019 · 
2020 · 
2021 · 
2022 · 
2023 · 
2024 · 
2025
 GP Mario De Clercq · 
 Koppenbergcross · 
 Flandriencross · 
 GP Rouwmoer · 
 Scheldecross · 
 Azencross · 
 GP Sven Nys · 
 Waaslandcross